# Zentralstadion Leipzig (1956)
Zentralstadion Leipzig – nieistniejący już wielofunkcyjny stadion w Lipsku, w Niemczech. Istniał w latach 1956–2000. Mógł pomieścić 100 000 widzów (choć widownia nieraz przekraczała tę liczbę), co czyniło go jednym z największych tego typu obiektów na świecie. W niecce stadionu w latach 2000–2004 powstał nowy stadion na ponad 40 000 widzów.
Od roku 1914 w Lipsku organizowane były tzw. Turn- und Sportfeste. Aby zapewnić tym festiwalom odpowiednie warunki, pod koniec lat 30. XX wieku planowano wybudować duży stadion. Planów tych nie udało się jednak zrealizować przed II wojną światową. Do koncepcji powrócono po wojnie, pod koniec lat 40. Początkowo powstać miał obiekt na 50 000 widzów, jednak uznano, że w Lipsku potrzebny jest jeszcze większy stadion, mający uczynić z tego miasta sportową stolicę NRD i ostatecznie zdecydowano się na budowę 100-tysięcznika. Prace ruszyły 15 kwietnia 1955 roku. Przy budowie zaangażowanych było ponad 180 000 wolontariuszy. Obiekt gotowy był w nieco ponad rok, a otwarcie nastąpiło 4 sierpnia 1956 roku. Na inaugurację odbył się II. Turn- und Sportfest der DDR, rozegrano także spotkanie piłkarskie pomiędzy SC Wismut Karl-Marx-Stadt i węgierskim Budapest Honvéd FC. Obiekt przez cały okres istnienia NRD gościł kolejne edycje Turn- und Sportfest der DDR (łącznie odbyło się ich osiem, wszystkie z wyjątkiem pierwszej w 1954 roku, gdy stadion jeszcze nie istniał, miały miejsce na Zentralstadion). Obiekt przez lata był również częstym gospodarzem spotkań piłkarskiej reprezentacji NRD, która rozegrała na nim łącznie 45 oficjalnych spotkań. Ponadto 24 listopada 1957 roku na stadionie rozegrano barażowy mecz, decydujący o awansie na MŚ 1958, pomiędzy ZSRR i Polską (2:0). Dwa razy, w latach 1972 i 1974, na stadionie rozegrano finały piłkarskiego Pucharu NRD. Z obiektu korzystały lokalne kluby piłkarskie, organizowano zawody lekkoatletyczne, kolarskie, koncerty, itp.. W 1968 roku był on areną 3. Europejskich Igrzysk Juniorów w lekkiej atletyce. 22 kwietnia 1987 roku Lokomotive Lipsk wyeliminował na tym stadionie Girondins Bordeaux w rewanżowym meczu półfinałowym Pucharu Zdobywców Pucharów i awansował do finału tych rozgrywek. Po zjednoczeniu Niemiec lokalne kluby straciły na znaczeniu i organizowanie niszowych spotkań na tak dużym obiekcie straciło sens. W 1994 roku stadion wyłączono z użytkowania. W 2000 roku rozpoczęto rozbiórkę obiektu i budowę w jego niecce nowej, typowo piłkarskiej areny na potrzeby MŚ 2006. Nowy stadion na ponad 40 000 widzów został otwarty w 2004 roku.